# Kevin Prufer
Kevin Prufer (nascido em 1969) é um poeta, editor americano.

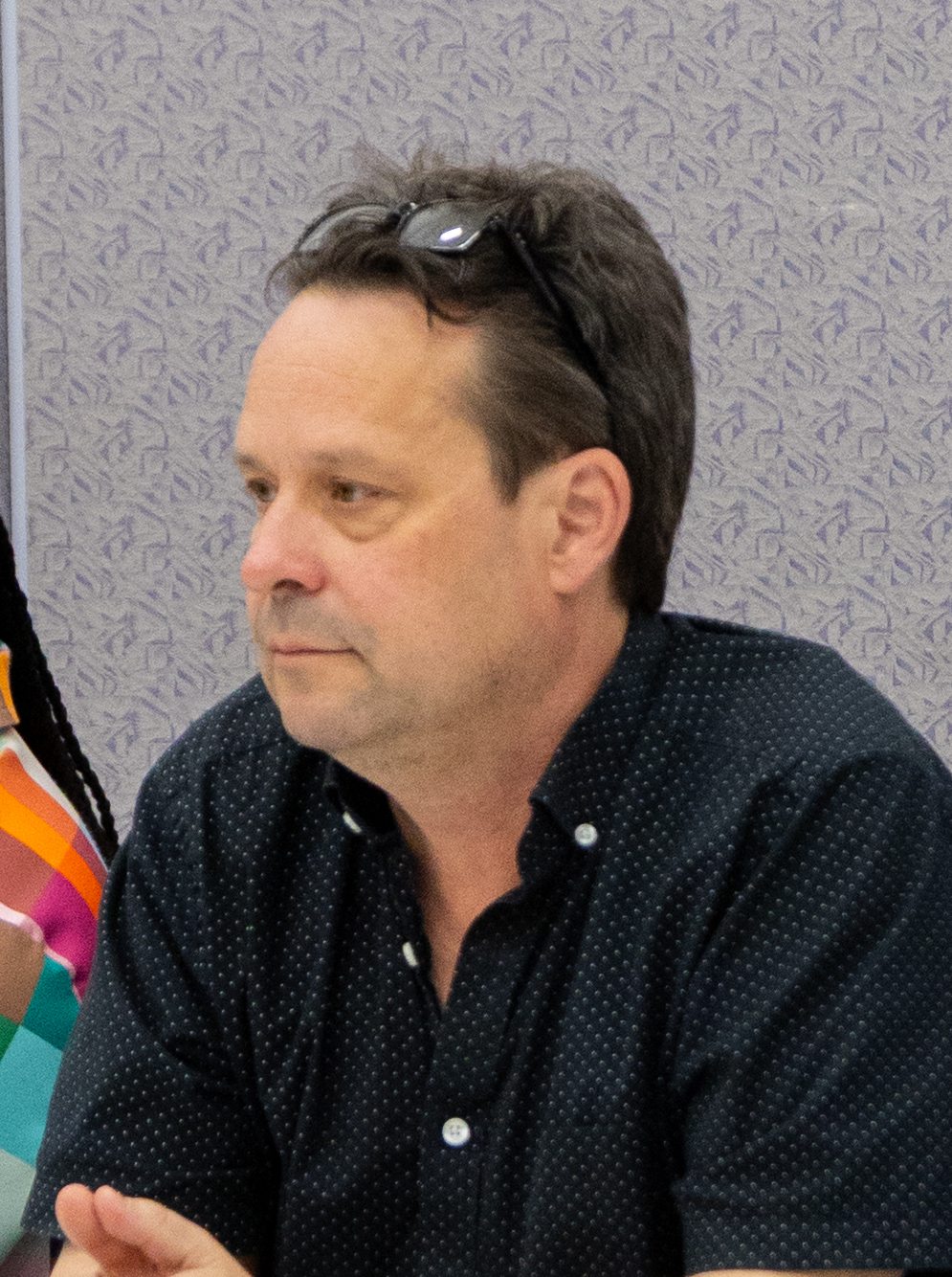
Prufer 2025

## Biografia
Prufer nasceu em Cleveland, Ohio. Ele atualmente é professor de Inglês, no Departamento de Inglês e Filosofia na UCM (Universidade Central de Missouri).
Ele é também diretor na UCM.

## Publicações e prêmios
Prufer já escreveu 4 livros:  National Anthem (Four Way Books, 2008), Fallen from a Chariot (Carnegie Mellon University Press, 2005), The Finger Bone (Carnegie Mellon University Press, 2002), e Strange Wood (Louisiana State University Press, 1998).
Prufer já recebeu vários prêmios da Sociedade de poetas da América, da Acadêmia de poetas americanos, e de outras organizações.